# پرلو
پرلو (به ایتالیایی: Perlo) یک کومونه در ایتالیا است که در استان کونیو واقع شده‌است.

## خصوصیات
پرلو ۱۱٫۶ کیلومترمربع مساحت و ۱۲۱ نفر جمعیت دارد.